# Отворени Балкан
Отворени Балкан (алб. Ballkan i Hapur, мкд. Отворен Балкан) је привредно и политичко подручје три државе чланице на Балкану: Албаније, Северне Македоније и Србије. Укупна површина износи 131.935 km2 са становништвом од скоро 12 милиона. Службени језици су албански, македонски и српски. Административни центри су градови Београд, Скопље и Тирана. Успостављањем Отвореног Балкана, све три државе чланице имају за циљ повећање трговине и сарадње, као и унапређење билатералних односа.

## Историја
Идеја о Отвореном Балкану (раније познатом као Мини Шенгенска зона) дошла је почетком 1990-их. Први пут се помиње као привредно подручје између ових земаља Балканског полуострва. Од планова се на крају одустало због ратова у Југославији. Први знаци Отвореног Балкана појавили су се 2018. године као начин за унапређење политичких односа. Идеју о овој области покренуо је Еди Рама у Берлину када је о томе разговарао са заинтересованим нацијама. Рама је преузео идеју бившег председника Владе Албаније Фатоса Нана.
Планови за ово подручје објављени су 10. октобра 2019. у Новом Саду. Одржана су два састанка, један 11. новембра 2019. у Охриду, а други 12. децембра 2019. у Драчу. Ове земље су прогласиле да формирају јединствено тржиште од 12 милиона људи до краја 2020. Председник Србије Александар Вучић, председници влада Албаније Еди Рама и Северне Македоније Зоран Заев су 11. новембра 2019. године на самиту у Охриду договорили стварање привредне зоне, која би додатно унапредила политичке и привредне односе, као и јачала културне везе међу народима.
Први састанак требало је да се одржи у јануару или фебруару 2020. године у Београду. Међутим, због пандемије ковида 19, састанак је одложен, а потенцијални датум за нови састанак у Београду оквирно је заказан за пролеће или лето 2020.
Самит лидера Отвореног Балкана одржан је 2. септембра 2022. године у Београду. Србија, Северна Македонија и Албанија потписале су више споразума о размени прехрамбених производа, енергије, кинематографије, као и о сарадњи у ванредним ситуацијама. Оне су такође договориле даљу сарадњу и ублажавање тензија у региону Балкана. Самиту су присуствовали и председник Владе Црне Горе Дритан Абазовић и председавајући Савета министара Босне и Херцеговине Зоран Тегелтија, који су изразили жељу да се ове земље придруже иницијативи.
Ранији назив односио се на Шенгенску зону, заједничко подручје путовања које обухвата 26 европских земаља, али не и поменуте балканске земље.

## Сврха
Намере Отвореног Балкана су да, између осталог, пружи веће могућности за трговину, размену студената и подстакне интеграцију у ЕУ у државама чланицама. Грађанима држава чланица потребна је само лична карта за посету другим државама чланицама, штедећи време на граничним прелазима. Тиме припрема земље да постану чланице Европске уније.
Сврха је бржи проток робе и капитала између држава чланица, а тиме би се сваке године уштедело више од 30 милиона сати преласком граница између ове три земље. Процена је да ће пројекти Светске банке уштедети 3,2 милијарде долара, од чега би Србија, према речима председника Вучића, уштедела најмање 1,5 милијарди долара.
Вучић, Рама и Заев учествовали су 29. јула 2021. на форуму за регионалну привредну сарадњу у Скопљу, где су потписали споразуме о кретању робе, приступу тржишту рада и сарадњи у заштити од катастрофа. Договорено је узајамно прихватање диплома и квалификација за посао, што чини радну снагу флексибилнијом и доступнијом, а на тај начин привлачи више инвестиција. У оквиру иницијативе, одржан је и регионални привредни форум на коме је учествовало око 350 предузећа, углавном из ове три земље, али и из ширег региона.
Због заједничког интереса за развој локалних привреда, на иницијативу председника Србије Александра Вучића, три балканска лидера потписала су споразуме да 1. јануара 2023. године, без ограничења, отворе своје граничне прелазе за своје грађане и производе. Том приликом су позвали и све остале земље региона да приступе Споразуму, али се ни једна од земаља није одазвала.

## Државе чланице
Отворени Балкан тренутно обухвата три државе чланице: Албанију, Северну Македонију и Србију.
| Држава             | Главни град | Приступ    | Становништво | Површина   | Густина насељености | Урбана подручја                     | Језик      |
| ------------------ | ----------- | ---------- | ------------ | ---------- | ------------------- | ----------------------------------- | ---------- |
| Албанија           | Тирана      | Оснивачица | 2.402.113    | 28.748 km² | 97/km²              | Драч, Елбасан, Валона, Скадар       | албански   |
| Северна Македонија | Скопље      | Оснивачица | 1.836.713    | 25.713 km² | 71/km²              | Битољ, Куманово, Прилеп, Тетово     | македонски |
| Србија             | Београд     | Оснивачица | 8.233.662    | 88.499 km² | 102/km²             | Нови Сад, Ниш, Крагујевац, Приштина | српски     |

### Потенцијалне државе чланице
Потенцијалне чланице су Босна и Херцеговина и Црна Гора, док поједине западне земље ту сврставају и Републику Косово.

#### Република Косово
Република Косово је 4. септембра 2020. пристала да се придружи Мини Шенгену у оквиру споразума у Вашингтону, али до сада није потписала никакав споразум са три државе оснивачице, док се чак и противи читавој иницијативи. Председник Владе Републике Косово Аљбин Курти одбио је позив за самит у Охриду који је одржан 7. и 8. јуна 2022. године. Курти је рекао да је „Отворени Балкан штетна регионална иницијатива без визије. Косово не жели да се придружи јер га Србија не третира као равноправну страну и независну државу”.

#### Црна Гора
Председник Владе Црне Горе Дритан Абазовић рекао је да подржава иницијативу Отворени Балкан. Изјавио је да је „Отворени Балкан прављен за шест земаља, није прављен за за пет и по или три и по земље, већ за шест. Свако ко учествује представља себе и своју земљу. Не знам ко воли да чека на граници, не причам само о туристима са Косова у Црној Гори већ и о црногорским грађанима који желе да оду у Србију или било где у региону.”
Председник Црне Горе Мило Ђукановић противи се иницијативи рекавши да је Отворени Балкан покренут у „тренутку извесне депресије” због одласка немачке канцеларке Ангеле Меркел са своје функције и одбијања ЕУ да унапреди кандидатуре балканских земаља.

#### Босна и Херцеговина
Председавајући Савета министара Босне и Херцеговине Зоран Тегелтија изразио је личну подршку иницијативи, али да у Босни и Херцеговини још увек нема консензуса о томе из „политичких разлога”.

## Привреда
Године 2020. БДП држава чланица заједно је износио 80,027 милијарди долара. Актуелне валуте су албански лек, македонски денар и српски динар. Службени језици су албански, македонски и српски. Главни градови су Београд, Скопље и Тирана.

### Статистика
|                                      | Албанија                  | Северна Македонија                      | Србија                         |
| ------------------------------------ | ------------------------- | --------------------------------------- | ------------------------------ |
| Облик владе                          | Парламентарна република   | Парламентарна република                 | Парламентарна република        |
| Актуелни шефови држава и влада       | Председник Бајрам Бегај   | Председница Гордана Силјановска Давкова | Председник Александар Вучић    |
| Актуелни шефови држава и влада       | Председник Владе Еди Рама | Председник Владе Талат Џафери           | Председник Владе Милош Вучевић |
| Службени језик                       | албански                  | македонски                              | српски                         |
| БДП (номинални)                      | 18,25 милијарди $         | 14,1 милијарди $                        | 73,96 милијарди $              |
| БДП (номинални) по становнику        | 6.369 $                   | 6.816 $                                 | 11.125 $                       |
| БДП (ПКМ)                            | 51,1 милијарди $          | 49,9 милијарди $                        | 173,365 милијарди $            |
| БДП (ПКМ) по становнику              | 17.858 $                  | 19.783 $                                | 26.080 $                       |
| Реална стопа раста БДП-а (2020—2022) | −3,3%, 8,45%, 3,3%        | −4,5%, 4%, 3%                           | −0,9%, 7,5%, 4%                |
| Валута                               | лек                       | денар                                   | динар                          |
| Просечна плата                       | 477 €                     | 516 €                                   | 752 €                          |

## Даља сарадња
Директори пошта Србије и Северне Македоније, Зоран Ђорђевић и Јани Макрадули, потписали су 2. августа 2021. године у Београду Протокол о пословној сарадњи.
Наредбом председника Србије Александра Вучића, четири хеликоптера Министарства унутрашњих послова Србије упућена су 3. августа 2022. године у помоћ колегама из Министарства унутрашњих послова Северне Македоније за гашење пожара у Северној Македонији.
Министарка трговине, туризма и телекомуникација Србије Татјана Матић разговарала је 12. маја 2022. године у Тирани са албанском министарком туризма и животне средине Мирелом Кумбаро о сарадњи у оквиру иницијативе Отворени Балкан, са акцентом на уклањању баријера и постизању договора у области туризма.